# Kuvajtski naftni požar
Kuvajtski naftni požari so nastali kot posledica podtaknjenega ognja iraških vojaških sil v 605 do 732 naftnih vrelcev, prav tako je bil ogenj podtaknjen v nedoločeno število nižinskih območij napolnjenih z nafto (jezera, jarki). Ogenj so podtaknili med umikom iz Kuvajta, leta 1991, zaradi okrepitve koalicije vojaških sil v vojni Perzijskega zaliva. Požari so se začeli januarja in februarja leta 1991; prvi so bili pogašeni v začetku aprila 1991, zadnji pa 6. novembra 1991.

## Razlogi
Razlog za spor med Irakom in Kuvajtom je domnevno poševno vrtanje v polju Rumaila.
Poleg tega je Kuvajt presegel mejo proizvodnje olja določeno s pogodbo s strani OPEC . Dan pred iraško invazijo, je Kuvajt nastavil proizvodnjo na skoraj 1,9 milijonov sodčkov na dan (300.000 m3/d), kar je sovpadalo s strmim padcem cen nafte. Do poletja 1990 je kuvajtska prekomerna proizvodnja postala resna sporna točka z Irakom.
Nekateri analitiki pa so mnenja, da je bil eden glavnih motivov Sadama Huseina, da osvojijo Kuvajt, da bi kaznoval vladajočo družino al-Sabah v Kuvajtu, ker niso preprečili prekomerne proizvodnje.
Ena od hipotez pa je tudi, da se je Irak odločil uničiti naftna polja, da bi dosegel vojaško prednost. Prepričani so bili, da intenziven dim, ki nastaja pri gorečih naftnih vrtinah služi kot dimna zavesa in zavira zračne napade koalicije. Prepričani so bili, da zavira uporabo »pametnega orožja« in vohunskih satelitov, ki bi lahko opazovali gibanje iraške vojske. Poleg tega so iraški voditelji menili, da vročina, dim in ostanki razbitin iz več sto gorečih vrelcev predstavlja mogočno oviro koalicijskih sil. Vojska je podpirala tudi uničenje naftnih vrtin, kot primer: v zgodnjih zračnih napadih je bilo število gorečih naftnih vrelcev relativno majhno; število le-teh pa je sunkovito naraslo konec februarja s prihodom vojske na tleh.
Iraški vojni inženirji so nafto spustili tudi na nizko ležečih območjih za obrambne namene proti pehoti in mehaniziranimi enotam ob južni meji Kuvajt. Skopali so več »ognjenih jarkov,« dolgih približno 1 kilometer, širokih 3 metre in dolgih 3 metre, da so zavirali napredek koalicijskih sil. 

## Obseg
Iraški režim se je odločil uničiti čim več kuvajtskih rezerv nafte in infrastrukture preden so se umaknili iz države, saj so pričakovali vdor v iraško zaseden Kuvajt s strani mednarodne koalicije pod poveljstvom ZDA. V začetku decembra 1990 so iraške sile napolnile naftne vrelce z eksplozivnimi naboji. Vrtine so sistematično sabotirali od 16. januarja 1991 naprej, ko so zavezniki pričeli z zračnimi napadi na iraške sile. 8. februarja so satelitske slike odkrile prvi dim zaradi kurjenja naftnih vrelcev. Število oljnih požarov je doseglo vrhunec med 22. in 24. februarjem, ko je prispela zavezniška vojska na tleh. 
Glede na poročila ameriške agencije za varovanje okolja je »umikajoča iraška vojska zažgala ali poškodovala več kot 700 naftnih vrelcev, rezervoarjev, rafinerij in objektov v Kuvajtu, naftnih požarov naj bi bilo po ocenah od 605 do 732. Nadaljnjih štiriintrideset vrelcev je bilo uničenih zaradi bombardiranja v januarju. Naftna družba v Kuvajtu je ocenila, da je bilo ali poškodovanih 749 objektov ali pa so zgoreli skupaj z »oljnimi jezeri« in »ognjenimi jarki.« Ti požari predstavljajo približno 50% skupnih oljnih požarov v zgodovini naftne industrije. Poškodovali ali uničili do približno 85% vrtin v vseh večjih kuvajtskih naftnih poljih. 
Prizadevanja za nadzor nad požari in drugimi poškodbami so se začela aprila 1991. Med nenadzorovanimi fazami gorenja od februarja do aprila različni viri ocenjujejo, da so zažgali od štiri do šest milijonov sodčkov surove nafte, in med 70 do 100 milijonov kubičnih metrov zemeljskega plina na dan. Sedem mesecev kasneje je bilo pod nadzorom 441 objektov, medtem a jih je 308 ostalo nenadzorovanih. Zadnji je bil pod nadzorom 6. novembra 1991. Skupna količina zažganega olja je splošno ocenjena na približno milijardo sodov. 
Dnevna poraba svetovne nafte leta 2015 pa je bila približno 91,4 milijona sodčkov, torej bi nafto, ki je zgorela porabili v 11 dneh.
21.marca 1991 je Savdska vojska strmoglavila zaradi gostega dima kuvajtskih naftnih požarov na pristopu do letališča Rask Mishab v Savdski Arabiji. Ubitih je bilo 92 Senegalskih vojakov in 6 članov Savdske posadke. To je bila največja nesreča med koalicijskimi silami. 
Požari so ušli izpod nadzora zaradi nevarnosti pošiljanja gasilcev na območju vojne. Mine so bile postavljene na območjih okoli naftnih vodnjakov, zato je bilo nujno razminirati območje pred gašenjem požarov. Vsak dan se je izgubilo okoli 5 milijonov sodčkov (790.000m3) nafte. Sčasoma so ogenj pogasili zasebni pogodbeniki, ki so Kuvajt obremenili za 1,5 milijarde dolarjev. Do tedaj pa so požari goreli že približno 10 mesecev, kar je povzročilo okoljsko onesnaževanje. 
Naftni požari so onesnažili, tako zemljo, kot tudi zrak in so bili prav tako povezani s tem, kar so kasneje imenovali zalivski vojni sindrom. Vendar pa so raziskave pokazale, da gasilci niso poročali o simptomih, ki so jih doživljali vojaki. Ali je ta sindrom posledica naftnih požarov, kemičnih napadov ali drugih vzrokov ni bilo ugotovljeno; dolgoročni okoljski učinki požarov pa še niso v celoti razumljeni.
Z vidika kopenskih sil je bil; razen občasnega »naftnega dežja«, ki so ga bili deležni vojaki, ki so bili zelo blizu vodnjakov; eden najbolj pogostih učinkov požarov dim, ki se je dvigal v ozračje in nato padel nazaj, preko suhega odlaganja ali preko dežja. Dim se je vrtinčil v obliki stebrov v ozračje, kjer se je pogosto širil in združeval z drugim dimom na višji nadmorski višini, kar je povzročalo sivo, oblačno okolje; saj le okoli 10% požarov, ki jih povzroča nafta proizvaja črne saje. 25% naftnih požarov izpušča dima v belih do sivih odtenkih, ostali pa oddajajo dim v barvah od sive do črne. Zalivski veteran je rekel:
»Bilo je kot bi bil oblačen dan, ves dan; na začetku nismo vedeli, da je dim. Dim je bil približno 500 metrov nad nami, tako da nismo videli neba. Vodoravno pa smo lahko videli na dolge razdalje brez problema. Vedeli smo, da je dim, ko je naša nosna sluznica postajala črna…«
Prispevek, objavljen leta 2000, je analiziral stopnjo izpostavljenosti vojakov na trde delce, ki so vključevale saje. Vendar je bil v dokumentu bolj izpostavljen kremenčev pesek, ki lahko proizvaja silikozo. V prispevku so vključeni zdravstveni zapisi in njegov zaključek: »pri pregledu literature je ugotovljen zanemarljiv učinek za zdravje ljudi, razen pri vdihavanju silicijevih delcev v času Zalivske vojne.«
Goreče vrtine so morale biti pogašene, saj bi drugače Kuvajt izgubil milijarde dolarjev prihodkov zaradi nafte. Napovedano je bilo, da bodo požari goreli od 2-5 let preden se bodo pogasili sami od sebe. Optimisti so predvidevali 2 leti, pesimisti 5 let; medtem pa je večina menila, da bodo minila 3 leta.
Družbe, ki so bile odgovorne za gašenje požarov so Red Adair Company (zdaj spada pod Global Industries Louisiana), Boots and Coots in Wild Well Control. Kot četrto se jim je pridružila družba Safety Boss, ki je odgovorna za največ pogašenih požarov. Najeli pa so še nekaj drugih podjetij, kot so Cudd Well Control, Neal Adams firefighters in Kuwait Wild Well Killers.
Larry H. Flak, naftni inženir pri družbi Boots and Coots je dejal, da je bilo 90% vseh kuvajtskih naftnih požarov pogašenih samo z morsko vodo, ki so jo škropili v center gorečih vrtin. Dovod vode v sušno puščavsko regijo so dosegli s spremembo namembnosti naftovodov, ki so pred požari črpali nafto do Perzijskega zaliva. Plinovod je bil rahlo poškodovan, njegov tok pa so spremenili za črpanje vode iz Perzijskega zaliva. Na začetku so pogasili 1 vrtino na 7-10 dni; nato pa so s pridobljenimi izkušnjami in odstranjenimi minami, ki so obkrožale vrtine, pogasili tudi več kot 2 na dan.
Družba Safety Boss je uporabljala svoje lastna specialna vozila, ki so omogočala veliko hitrejše gašenje vodnjakov. To je bil tudi glavni razlog za njihovo hitro prehitevanje ostalih družb. Zato so bili tudi nagrajeni z gašenjem zadnje vrtine na projektu v novembru 1991.
Za bolj trdovratne požare pa so uporabili plinske turbine, ki so pri visoki hitrosti pršile velike količine vode. Ta metoda je bila zelo priljubljena pri kuvajtskih gasilcih; tja pa so jo prinesli Madžari, ki so bili opremljeni z MiG-21 motorji nameščenimi na rezervoarje poimenovanimi »Big Wind«. Z njimi so pogasili 9 požarov v 43 dneh.
Pri gašenju požarov na navpičnih vrtinah so uporabili močna razstreliva, npr. dinamit. Z njim so ustvarili udarni val, ki je gorečo nafto in kisik potisnil stran od vrtine (podoben princip kot pri pihanju sveče). Ko je bil plamen odstranjen se je lahko nafta razlivala brez vžiga. Razstrelivo je bilo postavljeno v bobne, v katerem je bilo zaščiteno z ognjevarnimi kemičnimi sredstvi. Bobni so bili oviti z izolacijskimi sredstvi, nato pa so jih spravili čim bližje območju gorenja, kot je bilo mogoče.

### Dokumentarci o požarih
Požari so bili predmet dokumentarnega filma Požari v Kuvajtu (IMAX, 1992), ki je bil nominiran za Oskarja. Film vključuje posnetke madžarske ekipe med uporabo svojih turbin.
Družba Betchel pa je izdala kratki dokumentarni film z naslovom Kuwaiti: Bringing back the sun, ki se osredotoča na gašenje požarov.